# 學期
學期（英語：Academic term）

## 二學期制

### 中華民國
依照中華民國教育部頒令之「各級學校學生學年學期假期辦法」，各級學校（含國中小，高中，大學）的一學年為每年8月1日開始，至隔年7月31日結束。一學年分為兩學期，第一學期從8月1日至隔年1月31日，第二學期從隔年2月1日至隔年7月31日為止。暑假以60日為限，即7月1日開始，8月29日結束。寒假以21日為限，即1月21日起，2月10日結束。惟寒假因春節假期，可由教育部與直轄市地方縣市教育主管單位協商後予以調整。因此，高中以下學校（含國中小），扣除法規規定之寒暑假後，上學期約上144天（約21週），下學期約上140天（約20週）。另外，大專院校依照大學法施行細則規定，18小時為一學分，因此台灣多數大學均以18週為一學期，寒暑假則相對較國中小高中延長。
參考自全國法規資料庫 （页面存档备份，存于）

### 中華人民共和國
中國大陆的各級學校（包含所有的中小學、高中及多数大學）大多数采用兩學期制（少部分大学采用三学期制），第一學期從九月至隔年一月，第二學期從二月（依照農曆新年的日期決定）至六月。

### 南韓
南韓的第一學期的時間為三月上旬至七月中旬，第二學期從八月下旬至隔年的二月中旬，第二學期中會有一個從十二月中旬至二月上旬的寒假。

### 泰國
泰國的年级分為兩學期，另有一個非強制性的暑期學期。幼稚園以上至高中的學校，第一學期從五月中旬開始至九月底結束，第二學期從十一月開始至二月底（或三月初）結束。而大學的時間有點不同，分別從六月到十月和十一月中旬到三月中旬。

## 三學期制

### 日本
在日本幾乎所有的學校都是實行三學期制，第一學期從4月1日至7月中旬，確切的暑假開始日期和假期長短會根據區域而有所不同，普遍都是一至兩個月。暑假的用意是為了避免夏天燥熱的天氣，所以北海道地區的暑假時間較短。第二學期從9月上旬至12月下旬，接著放二至三週左右的寒假。寒假跨年過後即為第三學期，從1月中旬至3月中旬。接著是為期一週多的春假。畢業典禮在3月舉行，入學典禮在4月舉行。除此之外，為了方便不同學期制的海外學生入學，一些大學和學院也會在9月或10月招生。

### 英国
三学期制在英格兰和威尔士非常常见，第一学期称为秋季学期，一般在9月份至12月份中旬、耶诞日前；第二学期称为春季学期，一般在1月份至复活节前；第三学期称为夏季学期，一般在春假后两周至七月份中后旬。

## 四學期制
美國史丹佛大學採用四學期制。
澳洲公立學校從幼稚園、小學、中學到高中都採取四學期制。第一學期，大多數的州及領地的學校從一月底或二月初開學，直到接近復活節四月中旬結束；第二學期從四月底至七月初；第三學期從七月底至九月底；第四學期則從十月中至十二月中為止。

## 無固定學期制的國家或地區

### 香港

#### 上學期
沒有硬性規定。小學大都為上學期及後下個兩學期；中學有的兩學期，有的三學期；大學為兩學期。英文名稱亦有不同，如中文大學按英國傳統稱為「Term」、科技大學跟隨美國稱為「Semester」。基本上是每年（9月1日）的上學期開學日，十二月聖誕假期至西曆新年元旦（1月1日）放假，篇一（最早）、二月（最晚）之間有農曆新年假期（不包括最早閏月的農曆年）直至下學期開學年度為止。

#### 下學期
例如，最晚受影響閏月的農曆新年後一般只是二（設有每19年一次閏月）、三、四月間有限度復活節假期，大學會於五月考試，六月開始放暑假，中、小、大學會於六月前考試，每年七月10至15日起期間開始放暑假，至8月31日結束。

### 美國
- 學期制：一年分為上學期（秋季）、下學期（春季）兩個學期，第一學期從八、九月到十二月，第二學期由一月到五月，每一學期約為十八週。
- 學季制：每一學季約只有十到十二週，一年分為四個學季，第一學季（九月到十二月）、第二學季（一月到三月）、第三學季（四月到六月）和暑期課程（六月到八月）。